# Grand Prix automobile de France 1906
Vous lisez un « article de qualité » labellisé en 2011.

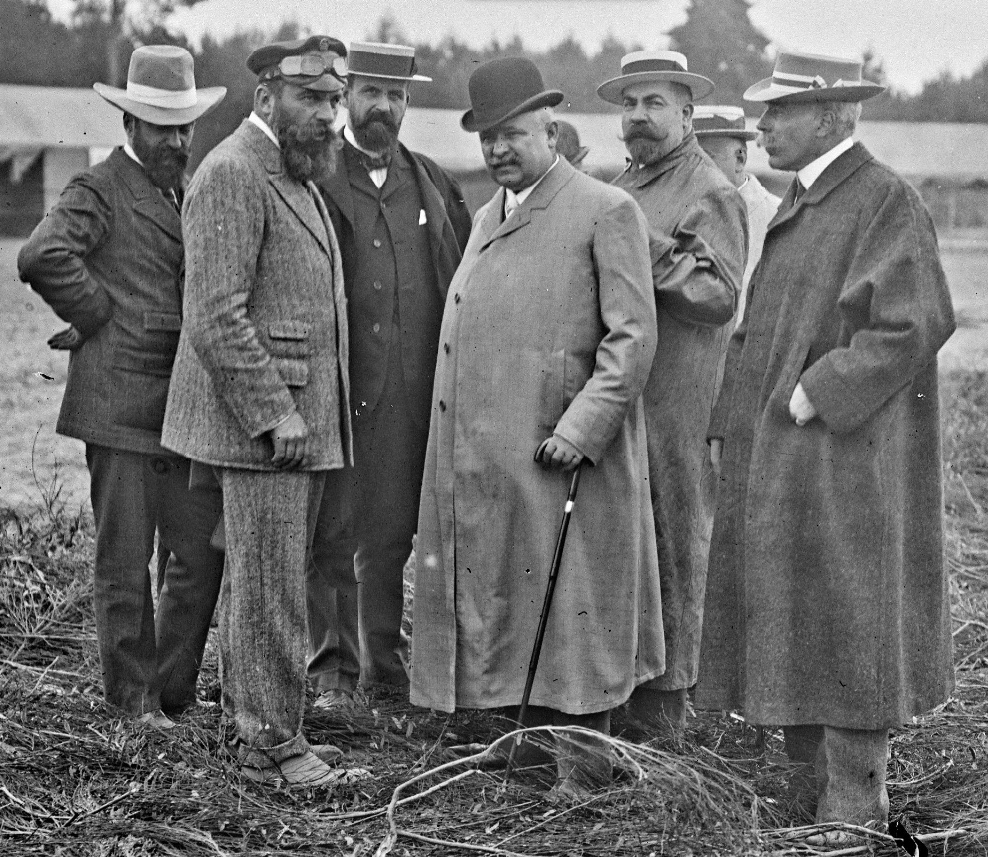
Les organisateurs de l'ACF (de Chasseloup Laubat aîné, de Knyff...).

Le Grand Prix automobile de France 1906, officiellement dénommé Grand Prix de l'Automobile Club de France 1906, est le premier Grand Prix automobile organisé par l'Automobile Club de France (ACF). Il est créé à l'initiative de l'industrie automobile française dans le but de disposer d'une alternative aux coupes Gordon Bennett, dont le nombre de participants par pays est limité quelle que soit la taille de son industrie. La France ayant à cette époque la plus importante industrie automobile en Europe, le Grand Prix se tient sans limite de participants, de façon à mieux refléter la domination des Français en compétition automobile.
Disputé au Mans les 26 et 27 juin 1906 sur le circuit de la Sarthe, le tracé, d'une longueur de 103,18 km, est essentiellement composé de routes poussiéreuses mais goudronnées, sur lesquelles chaque participant va rouler à six reprises par jour ; le Grand Prix se déroulant sur deux jours, la distance de course totale est ainsi de 1 238,16 km. Au bout d'un peu moins de 12 heures et 15 minutes, l'épreuve est remportée par le Hongrois Ferenc Szisz au volant d'une Renault AK. Le célèbre pilote italien Felice Nazzaro, sur Fiat, termine deuxième devant le Français Albert Clément.
Paul Baras, pilote Brasier, réalise le meilleur tour en course lors de son premier tour. Il conserve la tête de la course jusqu'au troisième tour, avant que Szisz ne s'empare de la première position, la défendant jusqu'à l'arrivée. La chaleur ayant fait fondre le goudron de la route, la course est vite rendue dangereuse et les crevaisons sont fréquentes. Néanmoins, le manufacturier de pneumatiques Michelin a conçu une jante amovible avec un pneu déjà posé, ce qui permet des échanges de roues rapides et donc d'économiser une quantité importante de temps. Cela a permis, le deuxième jour, à Nazzaro de passer devant Clément dont la Clément-Bayard 100 HP n'était pas équipée du système, contrairement à la Fiat 130 HP Corsa de Nazzaro.

## Origines

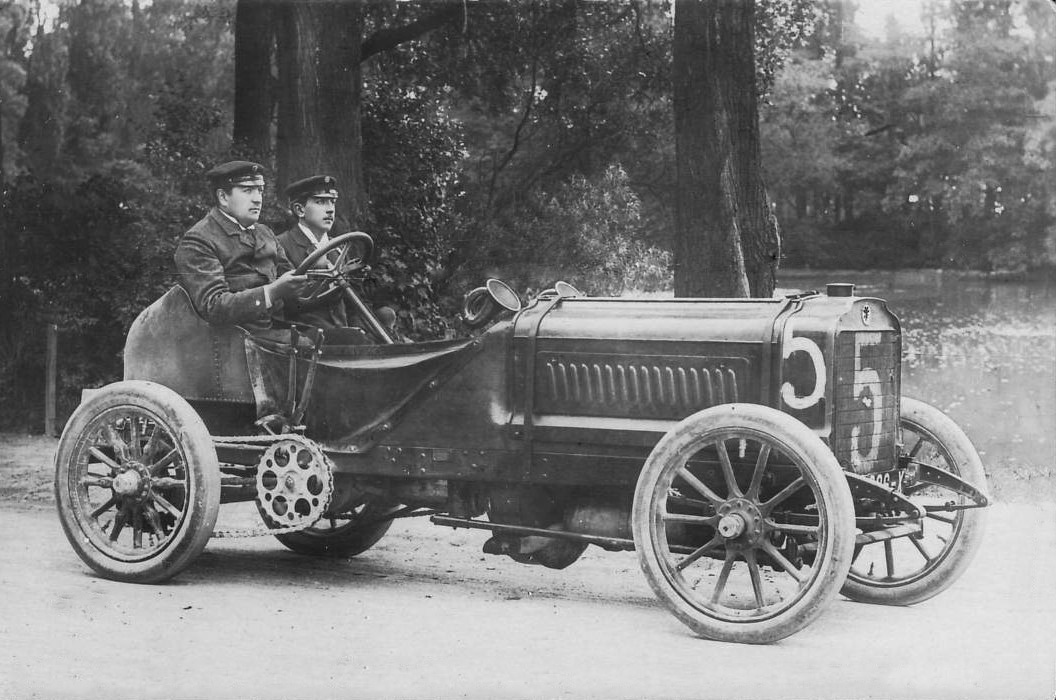
Léon Théry, vainqueur des coupes Gordon Bennett de 1904 et 1905 au volant d'une Richard-Brasier.

Le premier Grand Prix automobile de France tire ses origines des coupes Gordon Bennett, compétition automobile organisée à partir de 1900 par le millionnaire américain James Gordon Bennett junior. Destinées à promouvoir l'industrie automobile au travers de la compétition, ces courses comptent, dès 1903, parmi les plus prestigieuses en Europe. Les participants aux coupes Gordon Bennett représentent leur pays, et le pays vainqueur de l'épreuve remporte le droit d'organiser la prochaine course.
Le nombre de participants par pays est limité à trois, si bien qu'il est impossible aux Français de démontrer leur supériorité alors que, à cette époque, leur industrie domine le marché automobile en Europe. Cette règle les place même en position d'infériorité numérique face à des constructeurs tels que Mercedes-Benz, qui dispose d'usines en Allemagne et en Autriche, ce qui lui permet d'engager six automobiles. L'instance dirigeante française de l'automobile, l'Automobile Club de France (ACF), organise, avant chaque coupe Gordon Bennett, un concours pour départager au préalable les constructeurs français ; en 1904, vingt-neuf automobiles françaises se disputaient ainsi les trois seules places offertes pour la coupe.
Lorsque Léon Théry remporte l'édition 1904 de la coupe Gordon Bennett, au volant d'une Richard-Brasier, l'industrie automobile française propose à l'ACF, chargé d'organiser l'édition suivante, de modifier le format de la course et de la courir simultanément avec un événement qui ne limite pas le nombre d'entrées par pays. Favorable à un changement de règle, l'ACF refuse le précédent système d'organisation mais propose de déterminer le nombre de participants par pays en fonction de la taille de son industrie automobile ; la France disposerait ainsi de quinze places, l'Allemagne et le Royaume-Uni de six, et les autres pays (Italie, Suisse, Belgique, Autriche et les États-Unis) de trois chacun.
La proposition française est accueillie par une forte opposition de la part des autres nations concourant dans les coupes Gordon Bennett et, à l'instigation de l'Allemagne, une réunion est organisée pour résoudre le différend. Bien qu'ils aient rejeté le modèle français pour la course 1905, les membres présents à cette réunion, afin d'éviter une impasse, décident d'instaurer cette nouvelle règle pour l'édition 1906. Mais quand Théry et Richard-Brasier remportent à nouveau la coupe en 1905, et que la responsabilité d'organiser la course suivante incombe une nouvelle fois à l'ACF, les Français préfèrent organiser leur propre événement sportif, le Grand Prix de l'Automobile Club de France, pour se substituer aux coupes Gordon Bennett. L'appellation « Grand Prix », qui provient des sports hippiques, est ainsi utilisée pour la seconde fois dans l'histoire du sport automobile (après le Grand Prix du Sud-Ouest 1901), pour désigner une compétition automobile ; elle est aujourd'hui quasi systématiquement utilisée, notamment par les courses de Formule 1, dont elle est la dénomination officielle.
L'ACF avec sa Commission sportive met en place l'organisation complexe de la nouvelle épreuve. Elle est composée de douze membres : le chevalier René de Knyff, en tant que président, le comte Robert de Voguë alors vice-président, Étienne Giraud, Georges Huillier, René Loysel (vainqueur de Bordeaux–Biarritz en 1898), Quinones de Léon, Gustave Gobron, Louis Renault, le baron Adrien de Turckheim, Charles-Henri Brasier, le prince Pierre d'Arenberg (aussi président de l'Académie des sports), Adolphe Clément-Bayard, et A. Sautin secrétaire. Une bonne partie d'entre eux seront commissaires de piste, et le marquis de Chasseloup-Laubat, grand escrimeur et frère aîné du défunt Gaston de Chasseloup-Laubat, membre du conseil d'administration de l'ACF, se joindra à eux. 

## Contexte

### Le circuit de la Sarthe

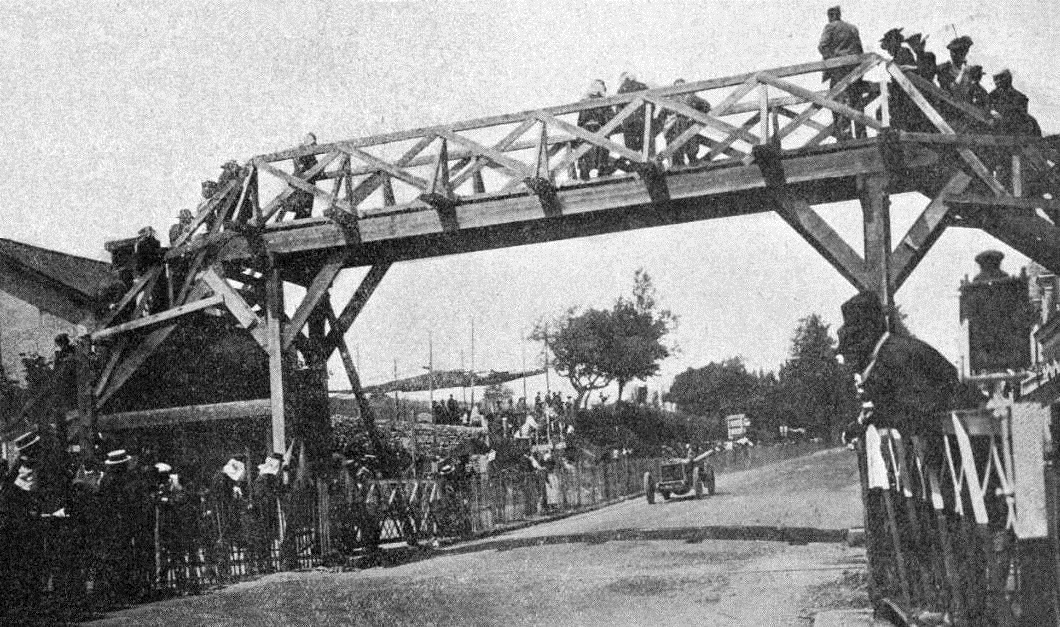
Une passerelle en bois du Grand Prix.

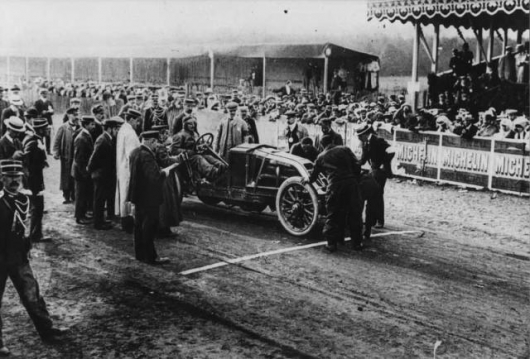
Grille de départ du Grand Prix de France.

L'offre de financement, proposée conjointement par le conseil de la ville du Mans et les hôteliers de la région, persuade l'ACF d'organiser le futur Grand Prix dans la périphérie de la ville, où l'Automobile Club de la Sarthe (devenu plus tard l'Automobile Club de l'Ouest) a esquissé le tracé d'un circuit de 103,18 km, que les concurrents emprunteront à douze reprises, six fois par jour, pour une distance totale de 1 238,16 km. Ce tracé doit permettre de reproduire les conditions de conduite dans lesquelles les automobiles de tourisme roulent quotidiennement. Outre le prestige qu'une victoire représente, c'est ainsi une « renommée technique de portée mondiale » que le constructeur victorieux remporte.
Passant par des terres agricoles ou traversant des forêts, la piste, comme la plupart des circuits de l'époque, forme un triangle. La course débute à l'extérieur du village de Montfort, puis se dirige vers le sud-ouest vers Le Mans où les concurrents doivent faire face à une brusque épingle à gauche. Ils s'engagent ensuite sur une route essentiellement rectiligne en direction de Bouloire et Saint-Calais. Là, les pilotes contournent la ville sur une route temporaire formée de planches de bois, avant de reprendre la route conventionnelle en direction du nord, vers la périphérie sud de La Ferté-Bernard ; entre-temps, les pilotes contournent la ville de Vibraye, à nouveau à l'aide de planches de bois. Une fois passée La Ferté-Bernard, les pilotes s'élancent sur la dernière portion du triangle, constituée entre autres d'une série de virages à gauche, avant de terminer l'épreuve par une dernière section plus technique près de Connerré,.
Afin de répondre aux préoccupations soulevées à la suite des précédentes compétitions automobiles, où des spectateurs installés trop près de la piste ont été tués ou blessés par les automobiles, l'ACF a érigé 65 km de palissade de protection le long du circuit, notamment autour des villes, des intersections et des sentiers pédestres. De plus, les planches de bois utilisées pour contourner les villes de Saint-Calais et de Vibraye sont en réalité une alternative à ce qui était en vigueur lors des coupes Gordon Bennett, à savoir que les pilotes empruntaient les villes mais devaient ne pas dépasser une allure maximale imposée. Plusieurs passerelles voient le jour sur la voie tandis qu'une tribune de 2 000 places est construite à la ligne d'arrivée, au niveau de l'Hôpital Montfort. Cette dernière fait face aux stands, installés de l'autre côté de la piste, où les équipes peuvent travailler sur leurs automobiles ; un tunnel passant sous la piste relie la tribune aux stands. La piste étant à l'origine poussiéreuse – ce qui génère d'imposants panaches de fumée après le passage d'une automobile – et jonchée de pierres tranchantes pouvant facilement être soulevées par les voitures, l'ACF a enduit toute la longueur de la piste d'une mixture de goudron, ancêtre de l'asphalte,.

### Constructeurs et automobiles engagés

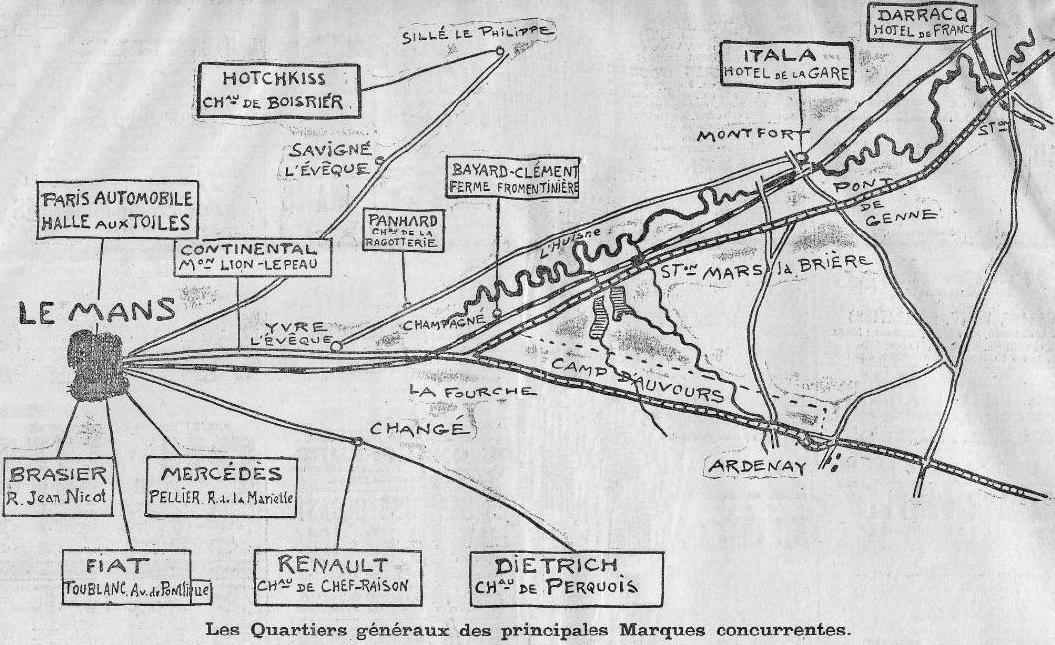
Positionnement des écuries concurrentes, à la veille du Grand Prix de l'ACF 1906.

Parmi les constructeurs français présents sur la ligne de départ du Grand Prix, on compte Clément-Bayard, Hotchkiss, Gobron-Brillié, Darracq, Vulpes, Brasier (anciennement Richard-Brasier), Panhard & Levassor, Grégoire, Lorraine-Dietrich et Renault. Deux constructeurs italiens, Fiat et Itala, et un constructeur allemand, Mercedes, sont également engagés dans la course. À l'exception de Gobron-Brillié et Vulpes qui disposent chacun d'une voiture et de Grégoire, qui en dispose de deux, chaque constructeur aligne trois automobiles au départ. Au total, trente-quatre automobiles sont présentes à ce premier Grand Prix de l'ACF. Aucun constructeur britannique ou américain ne participe au Grand Prix : les Anglais soupçonnent l'événement de n'être qu'une propagande pour l'industrie automobile française.
L'ACF impose un poids maximum – à l'exclusion des outils, des garnitures, des ailes et des dispositifs d'éclairage – de 1 000 kg, avec un supplément de 7 kg alloué à la magnéto ou à la dynamo, éléments destinés à l'allumage du moteur,. Le règlement limite également la consommation d'essence à 30 litres aux 100 kilomètres. Chaque équipe utilise une magnéto d'allumage ; toutes utilisent un système basse tension à l'exception de Clément-Bayard, Panhard & Levassor, Hotchkiss, Gobron-Brillié et Renault, qui utilisent un système haute tension. Mercedes, Brasier, Clément-Bayard, Fiat et Gobron-Brillié utilisent une transmission à chaîne, les autres participants préférant une transmission par axe. Toutes les automobiles sont propulsées par un moteur quatre cylindres ; la cylindrée en revanche, varie de 7 433 cm3 pour Grégoire, à 18 279 cm3 pour Panhard & Levassor. Pour éviter la formation de nuages de poussière, les échappements sont dirigés vers le haut.

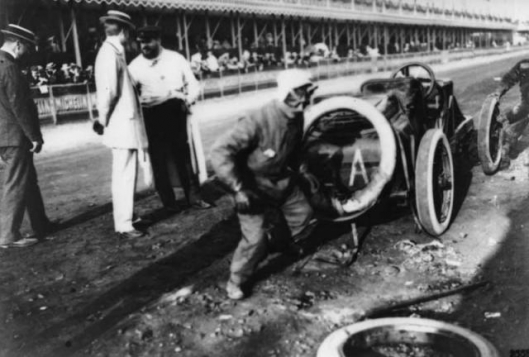
Ferenc Szisz change une roue sur sa Renault AK lors du Grand Prix.

Michelin, Dunlop et Continental sont les fournisseurs de pneumatiques pour la course. Michelin se distingue notamment en proposant une innovation technique majeure pour l'époque, une jante amovible sur laquelle un pneu est déjà apposé, ce qui permet d'effectuer des changements rapides des pneus lors d'une crevaison. Contrairement aux coupes Gordon Bennett, seul le pilote et son mécanicien sont autorisés à effectuer un changement de pneumatique en course, si bien que les jantes amovibles de Michelin offrent un avantage certain aux concurrents qui disposent du système.
La méthode classique, et exténuante, pour changer un pneu consiste à couper le vieux pneu – généralement brûlant et fondu sur la jante – avec un couteau, à en insérer un nouveau sur la jante et à le gonfler, ce qui prend en général une quinzaine de minutes, ; le remplacement des jantes Michelin se limite à retirer puis remettre huit coins de serrage,, ce qui prend moins de quatre minutes, voire parfois moins de deux minutes. Les automobiles Fiat utilisent les jantes Michelin pour leurs quatre roues tandis que celles de Renault et deux des Clément-Bayard ne les utilisent que pour les roues arrière. Comme chaque jante Michelin pèse 9 kg de plus que les jantes traditionnelles, certaines équipes telles que Itala et Panhard & Levassor ne peuvent pas se permettre de les utiliser sous peine de dépasser le poids maximum autorisé,.

## Déroulement de l'épreuve

### Premier jour

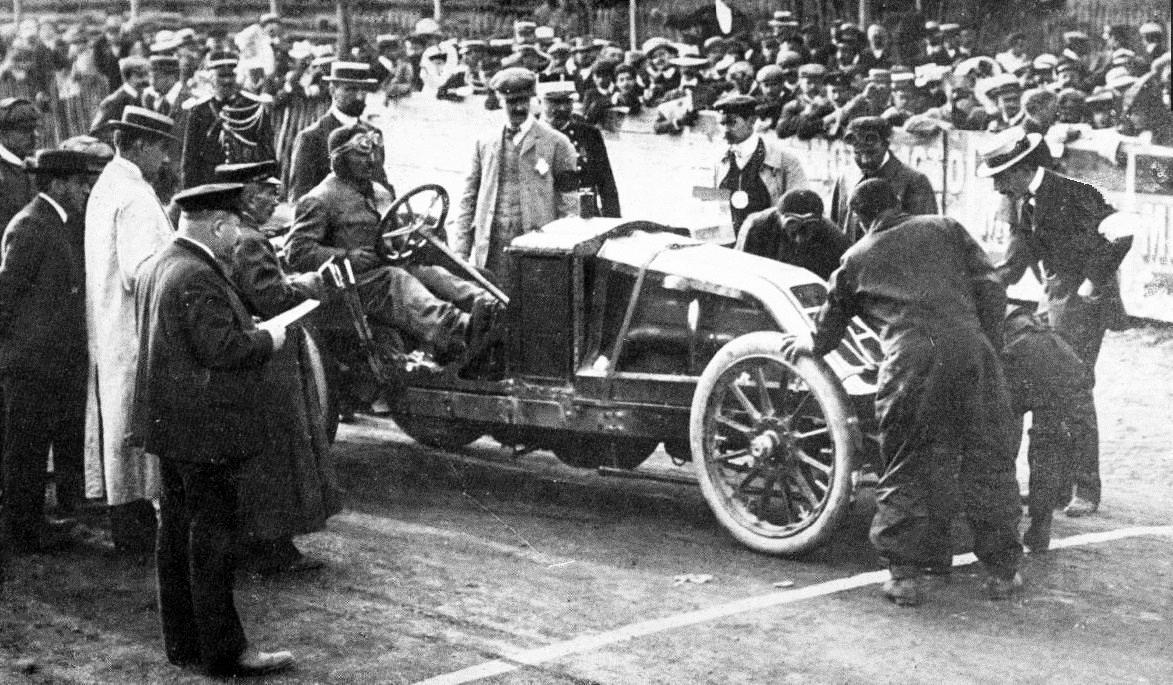
Ferenc Szisz premier de la première journée du Grand Prix, au départ à Pont-de-Gennes.

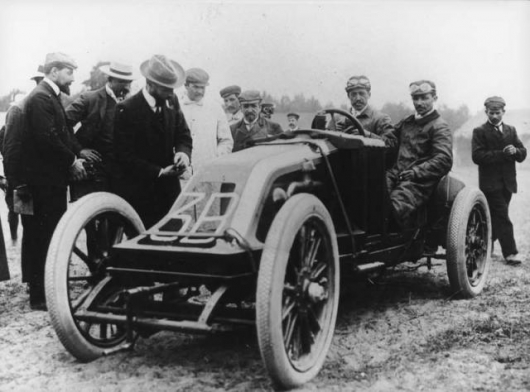
J. Edmond au volant de sa Renault peu avant le départ.

Les routes aux alentours du circuit sont fermées au public tôt le matin (à cinq heures) de la course. Un tirage au sort a eu lieu parmi les treize équipes pour déterminer l'ordre de départ et attribuer à chaque équipe un numéro. Les monoplaces d'une même écurie se voient attribuées les lettres « A », « B » ou « C » pour être distinguées les unes des autres. Deux lignes de voitures sont formées derrière la ligne de départ, située à Montfort : les automobiles de lettre A sont placées sur la première ligne et celles de lettre B sur la deuxième ; les automobiles arborant la lettre C sont placées loin derrière. Le départ est donné à six heures et les automobiles partent une par une toutes les 90 secondes.
Fernand Gabriel, pilote de la Lorraine-Dietrich numérotée « 1A », devait être le premier concurrent à prendre le départ, mais il cale sur la ligne et ne parvient pas à redémarrer sa voiture avant que la Fiat de Vincenzo Lancia, deuxième sur la ligne, prenne à son tour le départ. Le Hongrois Ferenc Szisz, pilote no 1 Renault, s'élance le troisième, suivi par Victor Hémery (Darracq), Paul Baras (Brasier), Camille Jenatzy (Mercedes), Louis Rigolly (Gobron-Brillié) et Alessandro Cagno (Itala). Philippe Taveneaux, pilote de l'automobile Grégoire, le suivant sur la ligne de départ, ne parviendra jamais à démarrer son moteur ; Marius Barriaux, unique pilote de l'écurie Vulpes, est le second non-partant du Grand Prix, son automobile dépassant le poids maximum autorisé lors du contrôle d'avant-course. Le dernier des 32 partants, « de la Touloubre », sur la Clément-Bayard numérotée « 13C », s'élance à 6 h 49 min 30 s.
Maurice Fabry, pilote Itala, est le plus rapide en début de course puisqu'il effectue le premier kilomètre en 43,4 s. En revanche, Paul Baras, pilote Brasier, est le meilleur sur le premier tour complet, effectué en 52 min 25 s 2/5, ce qui le place en troisième position dans la course et en tête du classement général provisoire,. À moins d'un tour du départ, un incident mécanique fait perdre le contrôle de son automobile au pilote Fernand Gabriel ; s'il parvient de justesse à en reprendre le contrôle et éviter un accident fatal, il est néanmoins contraint à l'abandon. Au deuxième tour, Baras maintient sa position mais la cède au tour suivant à Ferenc Szisz.
Le soleil se faisant lourd — la température atteint jusque 49 °C dans la journée — le goudron qui recouvre les routes commence à fondre et devient plus problématique pour les pilotes que les nuages de poussière. En effet, le goudron fondu, projeté en l'air par les automobiles, enflamme progressivement les yeux des pilotes et mécaniciens, malgré leurs lunettes,. J. Edmond, pilote Renault, est particulièrement touché car ses lunettes cassées ne lui permettent plus de se protéger contre ces projections qui le rendent presque aveugle. Sa demande pour changer de lunettes, lors d'un arrêt au stand, est rejetée par les commissaires de courses au motif que le matériel ne peut être remplacé à mi-course. Edmond continue ainsi la course pendant deux tours avant de se retirer définitivement.
Le pilote Fiat, Aldo Weilschott, grimpe de la quatorzième place au troisième tour, à la troisième place au cinquième tour, avant que sa voiture ne quitte la route à l'extérieur de Vibraye. Szisz maintient, pour sa part, son avance jusqu'au bout et termine en tête la première journée de course, peu avant midi, avec un temps de 5 h 45 min 30 s 2/5 et 26 min d'avance sur la Clément-Bayard d'Albert Clément. Malgré un démarrage plutôt lent, Felice Nazzaro (Fiat) se classe à la troisième position, 15 min derrière Clément. Dix-sept automobiles terminent la première journée de compétition, le dernier étant Henri Rougier, sur Lorraine-Dietrich, avec un temps de 8 h 15 min 55 s 0, soit deux heures et demie derrière Szisz. Toutes les automobiles encore en lice pour la deuxième journée sont placées dans un parc fermé sous surveillance, même la nuit, afin d'éviter que les écuries apportent des modifications à leurs automobiles.

### Deuxième jour

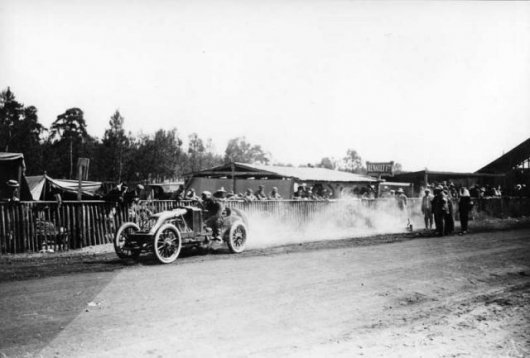
La Renault de Ferenc Szisz quittant les stands.

Le temps réalisé par chaque concurrent détermine l'heure à laquelle il doit prendre le départ lors de la deuxième journée. Ainsi, Szisz ayant réalisé un temps de 5 heures et 45 minutes, s'élancera à 5 h 45 le matin. Sur le même principe, Clément débute à 6 h 11 et Nazzaro à 6 h 26. Un cheval, entraîné avant à la course à s'accommoder aux bruits sourds des moteurs, conduit chaque automobile du parc fermé à la ligne de départ. Comme il est interdit d'intervenir sur les automobiles tant que le départ n'est pas donné, Szisz et Clément commencent leur deuxième journée de course en se dirigeant directement vers les stands pour, entre autres, changer de pneumatiques. Clément effectue son arrêt aux stands plus rapidement que Szisz, tandis que Nazzaro ne s'est pas arrêté ; Clément comble ainsi son retard sur Szisz, et Nazzaro sur Clément. Camille Jenatzy et Vincenzo Lancia, qui ont tous deux souffert des projections de goudrons, cèdent leur place à leur pilote de réserve. « Burton » remplace ainsi Jenatzy,  mais Lancia est contraint de reprendre le volant en vêtements de ville, son pilote de réserve étant introuvable au départ.
Le pilote Hotchkiss, Elliott Shepard, qui a terminé en quatrième position au terme du premier jour, à seulement quatre minutes de Nazzaro, passe près d'une heure et demie à travailler sur sa voiture pour chausser de nouveaux pneumatiques et vidanger tous les liquides. Au huitième tour, Shepard quitte la piste au niveau de Saint-Calais, incident finalement sans conséquences ; en revanche, il casse une roue un peu plus tard dans le même tour et fait une embardée qui l'oblige à abandonner,. Le pilote Panhard & Levassor, Georges Teste, abandonne lui aussi sur accident, tout comme Claude Richez, pilote Renault. L'unique Gobron-Brillié, qui souffre d'un problème de refroidissement moteur au septième tour, abandonne également. Après deux tours de course, la deuxième place de Clément est établie à 23 minutes devant Nazzaro, mais cet écart est réduit à seulement trois minutes au tour suivant. Bien que Nazzaro ait dépassé Clément au dixième tour, ce dernier profite de l'arrêt pour ravitailler en essence de Nazzaro pour reprendre sa deuxième place. Nazzaro et Clément échangent une nouvelle fois leur position lors du dernier tour, séparés par seulement une minute.

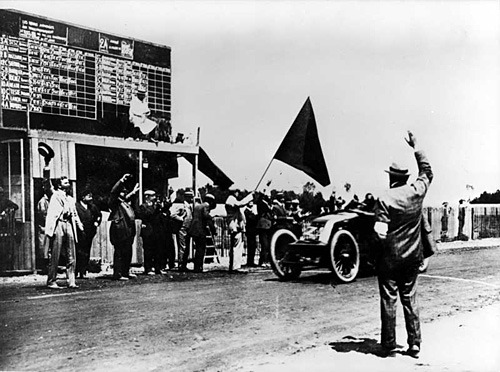
Ferenc Szisz franchissant la ligne d'arrivée.

Au dixième tour, Ferenc Szisz casse une suspension du train arrière de sa Renault AK, mais son avance de plus d'une demi-heure sur ses concurrents lui permet de rouler prudemment à plus faible allure le reste de la course. Au terme d'une course de 12 h 12 min 7 s 0 (temps cumulé des deux journées), Szisz franchit la ligne d'arrivée le premier ; il réalise également le record de vitesse en atteignant 154 km/h sur les lignes droites du circuit,,. Il termine trente-deux minutes devant Nazzaro, en deuxième position, et avec trente-cinq minutes d'avance sur Clément, troisième à l'arrivée. Jules Barillier (Brasier) est quatrième devant Vincenzo Lancia (Fiat) et George Heath (Panhard & Levassor). Le dernier concurrent, le pilote Mercedes « Mariaux », termine onzième à plus de quatre heures de Szisz. Rougier, qui avait réalisé le meilleur tour chronométré du jour avec un temps de 53 h 16 min 4 s, abandonne au dixième tour, après une longue série de crevaisons. Hémery, René Hanriot et Louis Wagner abandonnent en raison de problèmes moteur ; Rigolly, Xavier Civelli de Bosch et Cagno pour des fuites de radiateur ; Pierre de Caters, Shepard, Hubert le Blon, A. Villemain et Vincenzo Florio pour des ruptures de roues ; Gabriel, « de la Touloubre » et Henri Tarte de Panhard & Levassor en raison d'autres problèmes mécaniques. Enfin, Fabry, Weilschott, Tart, Richez et de Jacques Salleron abandonnent sur accident. Seul le pilote Renault, Edmond, se retire du Grand Prix en raison d'une blessure.

## L'après-course

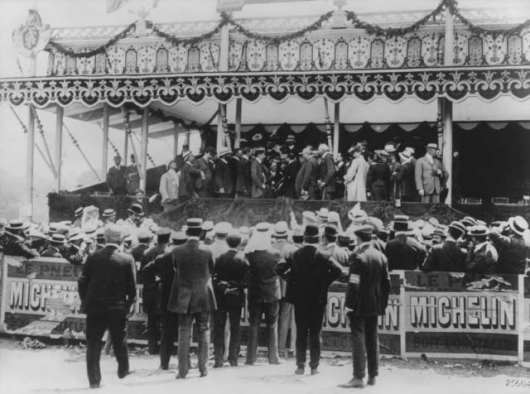
La cérémonie de présentation des vainqueurs de la course.

Les trois premiers pilotes du classement sont conduits vers une grande tribune, installée au bord de la piste, pour récupérer leur trophée. Lors d'une interview réalisée après la course, le vainqueur Ferenc Szisz exprime l'anxiété qu'il ressentit lors du dernier tour de la course : « J'avais peur qu'un petit quelque chose vienne me priver de la victoire au moment où je l'avais quasiment acquise ». Le prestige tiré de cette victoire permet au constructeur français Renault d'augmenter ses ventes, d'environ 1 600 en 1906, à plus de 3 000 l'année suivante et jusqu'à plus de 4 600 en 1908. En revanche, l'épreuve ne permet pas de démontrer la supériorité de l'industrie automobile française, puisque la deuxième marche du podium est tenue par un Italien et seulement sept des trente-trois automobiles françaises engagées dans le Grand Prix franchissent la ligne d'arrivée.
À l'issue de la course, les médias accordent généralement leur préférence aux désormais disparues coupes Gordon Bennett. Les critiques à l'égard de ce premier Grand Prix de l'ACF portent, d'une part, sur le fait que la course était trop longue et, d'autre part, que le système de départ, où chaque voiture s'élance à intervalle régulier de 90 secondes, ne donnait pas l'occasion aux pilotes de pouvoir se dépasser,. L'ACF reconnaît également que trop de pression reposait sur les épaules des pilotes et des mécaniciens, du fait de l'interdiction d'intervenir sur leur automobile pendant la course. Il est également dit que l'issue de la course dépendait trop de l'utilisation ou non des jantes amovibles Michelin ; Clément était le seul pilote Clément-Bayard à ne pas disposer de ce système et certains ont pensé que cela avait, en partie, permis à Nazzaro de le doubler le deuxième jour, lorsqu'il changeait de pneumatiques,,. Malgré tout, l'ACF décide d'organiser une nouvelle édition en 1907. Les retombées médiatiques incitent également le gouvernement allemand à organiser un événement similaire ; le premier Grand Prix d'Allemagne, le Kaiserpreis, est tenu en 1907.

## Classement
| Pos. | no  | Pilote                                     | Automobile             | Tours | Temps/Cause d'abandon |
| ---- | --- | ------------------------------------------ | ---------------------- | ----- | --------------------- |
| 1    | 3A  | Ferenc Szisz                               | Renault AK             | 12    | 12 h 14 min 7 s 4     |
| 2    | 2B  | Felice Nazzaro                             | Fiat 130 HP Corsa      | 12    | + 32 min 19 s 4       |
| 3    | 13A | Albert Clément                             | Clément-Bayard 100 HP  | 12    | + 35 min 39 s 2       |
| 4    | 5B  | Jules Barillier                            | Brasier 105 HP         | 12    | + 1 h 38 min 53 s 0   |
| 5    | 2A  | Vincenzo Lancia                            | Fiat 130 HP Corsa      | 12    | + 2 h 08 min 04 s 0   |
| 6    | 10A | George Heath                               | Panhard & Levassor 130 | 12    | + 2 h 33 min 38 s 4   |
| 7    | 5A  | Paul Baras                                 | Brasier 105 HP         | 12    | + 3 h 01 min 43 s 0   |
| 8    | 1C  | Arthur Duray                               | Lorraine-Dietrich      | 12    | + 3 h 11 min 54 s 6   |
| 9    | 5C  | « Pierry » (alias "Gaby" Huguet)           | Brasier 105 HP         | 12    | + 4 h 01 min 00 s 6   |
| 10   | 6A  | Camille Jenatzy J. T. Alexander « Burton » | Mercedes 120 HP        | 12    | + 4 h 04 min 35 s 8   |
| 11   | 6B  | « Mariaux »                                | Mercedes 120 HP        | 12    | + 4 h 34 min 44 s 4   |
| Abd. | 1B  | Henri Rougier                              | Lorraine-Dietrich      | 10    | Crevaison             |
| Abd. | 3C  | Claude Richez                              | Renault AK             | 8     | Accident              |
| Abd. | 12C | Elliott Fitch Shepard Jr.                  | Hotchkiss HH           | 7     | Roues                 |
| Abd. | 4A  | Victor Hémery                              | Darracq 120 HP         | 7     | Radiateur             |
| Abd. | 7A  | Louis Rigolly                              | Gobron-Brillié 110 HP  | 7     | Moteur                |
| Abd. | 10C | Georges Teste                              | Panhard & Levassor 130 | 6     | Accident              |
| Abd. | 3B  | Jacques Edmond                             | Renault AK             | 5     | Roues                 |
| Abd. | 2C  | Aldo Weilschott                            | Fiat 130 HP            | 5     | Blessure pilote       |
| Abd. | 6C  | Vincenzo Florio                            | Mercedes 120 HP        | 5     | Accident              |
| Abd. | 13B | A. Villemain                               | Clément-Bayard 100 HP  | 4     | Roues                 |
| Abd. | 12A | Hubert Le Blon                             | Hotchkiss HH           | 4     | Suspension            |
| Abd. | 10B | Henri Tart                                 | Panhard & Levassor 130 | 4     | Roues                 |
| Abd. | 13C | Capitaine H. Genty de La Touloubre         | Clément-Bayard 100 HP  | 3     | Boîte de vitesses     |
| Abd. | 12B | Jacques Salleron                           | Hotchkiss HH           | 2     | Accident              |
| Abd. | 4B  | Louis Wagner                               | Darracq 120 HP         | 2     | Moteur                |
| Abd. | 8A  | Alessandro Cagno                           | Itala 120 HP           | 2     | Radiateur             |
| Abd. | 8C  | Pierre de Caters                           | Itala 120 HP           | 1     | Roue                  |
| Abd. | 1A  | Fernand Gabriel                            | Lorraine-Dietrich      | 0     | Bielle de pince       |
| Abd. | 8B  | Maurice Fabry                              | Itala 120 HP           | 0     | Accident              |
| Abd. | 9B  | Xavier Civelli De Bosch                    | Grégoire 70 HP         | 0     | Radiateur             |
| Abd. | 4C  | René Hanriot                               | Darracq 120 HP         | 0     | Moteur                |
| Np.  | 11A | Philippe Taveneaux                         | Grégoire               |       | Non partant           |
| Dsq. | 11A | Marius Barriaux                            | Vulpes                 |       | Poids maximum dépassé |

## Galerie d'images

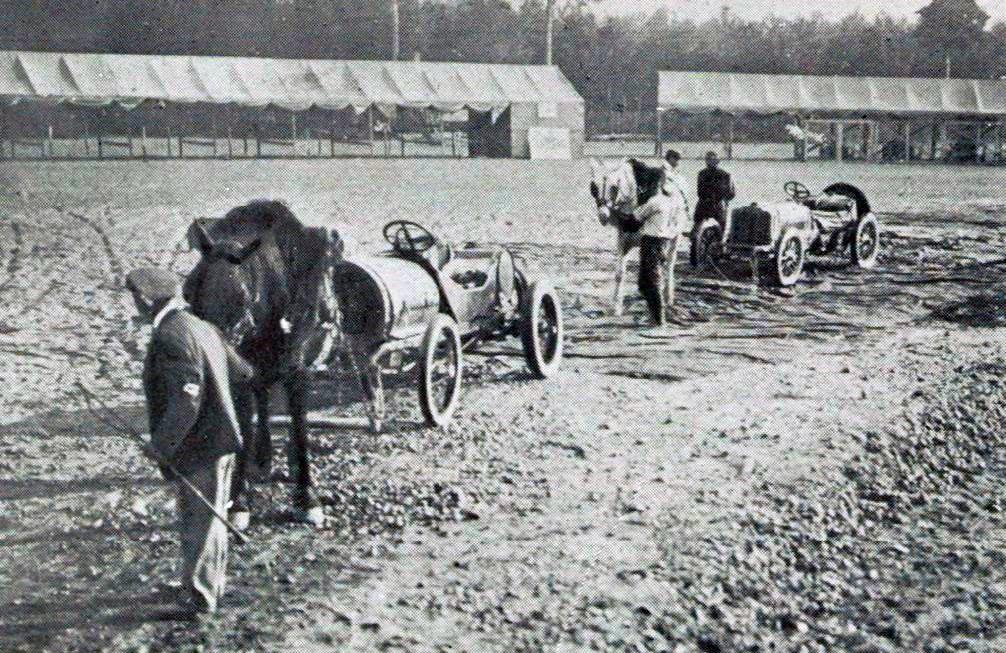
Des chevaux pour emmener les voitures au départ, avec interdiction de conduite.
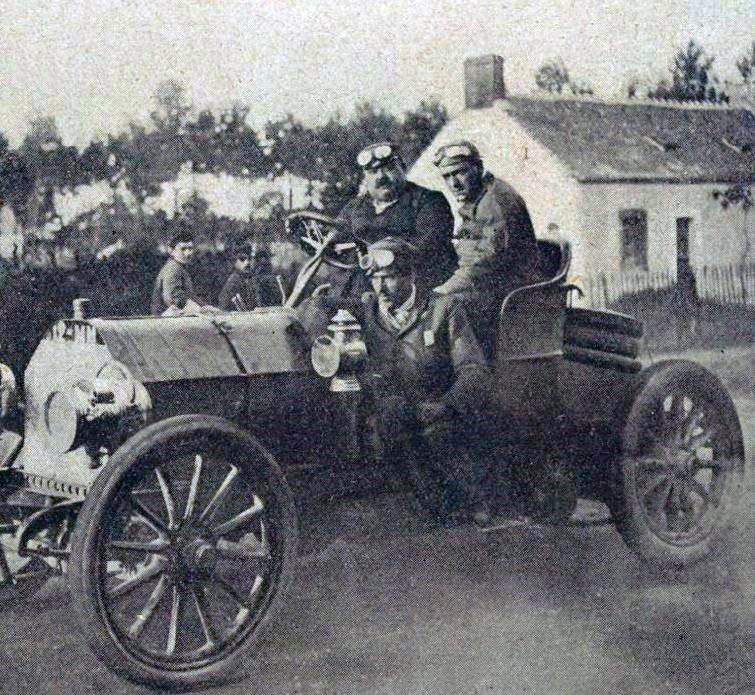
Les journalistes de La Vie au Grand Air couvrent l'épreuve.
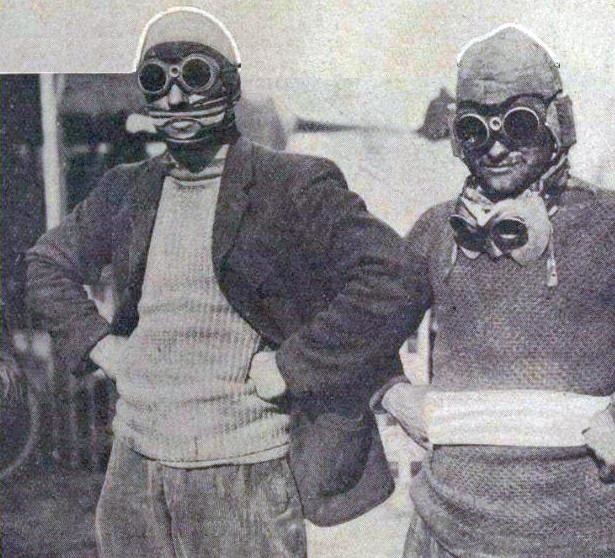
Arthur Duray et son mécanicien, avec leurs masques anti-poussières.
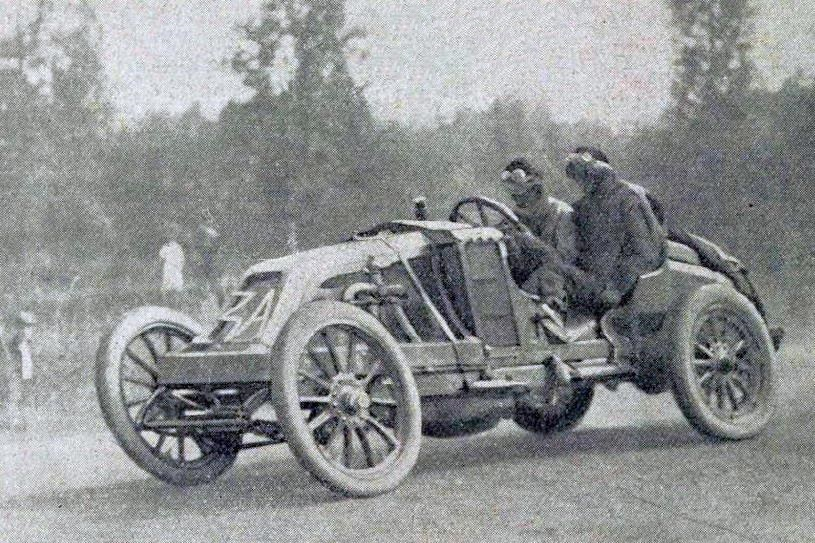
Ferenc Szisz, premier du Grand Prix...
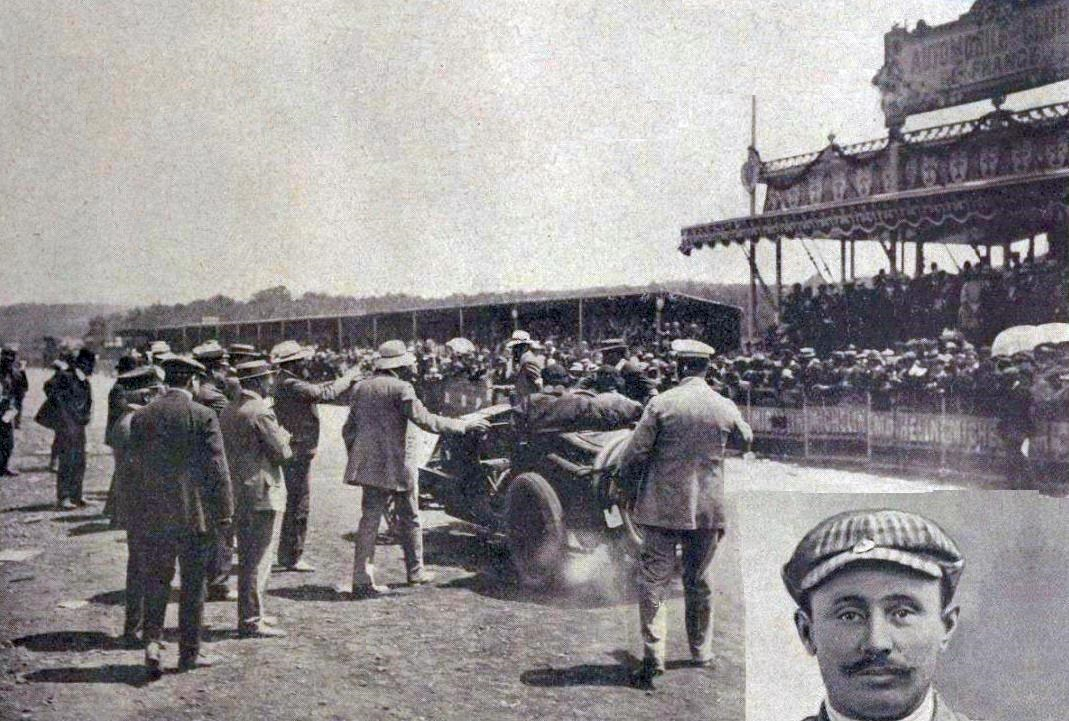
...ici à l'arrivée.
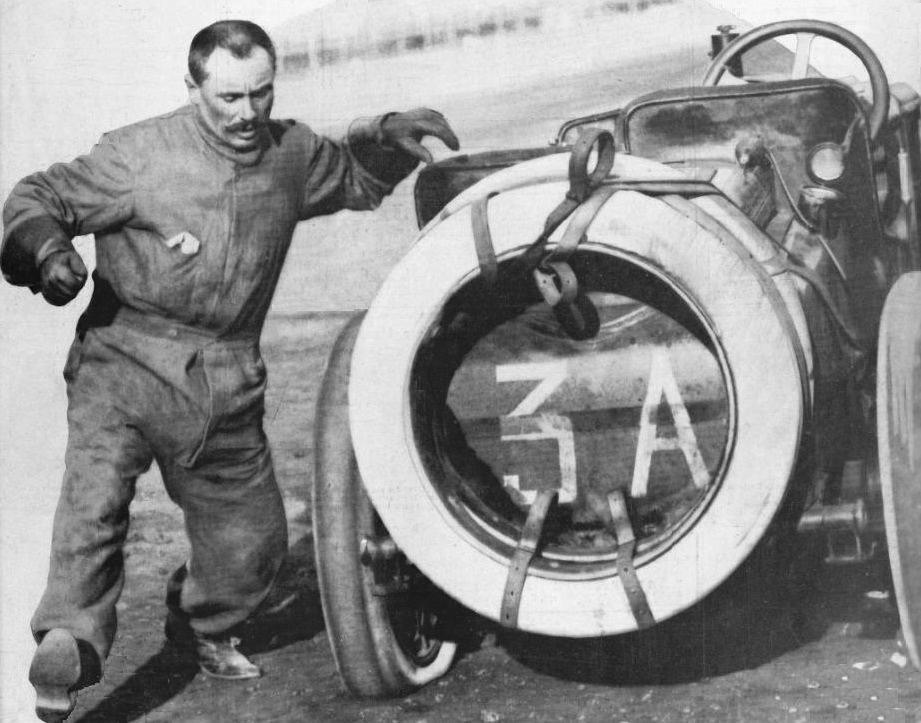
Ferenc Szisz lors de son ravitaillement en essence.
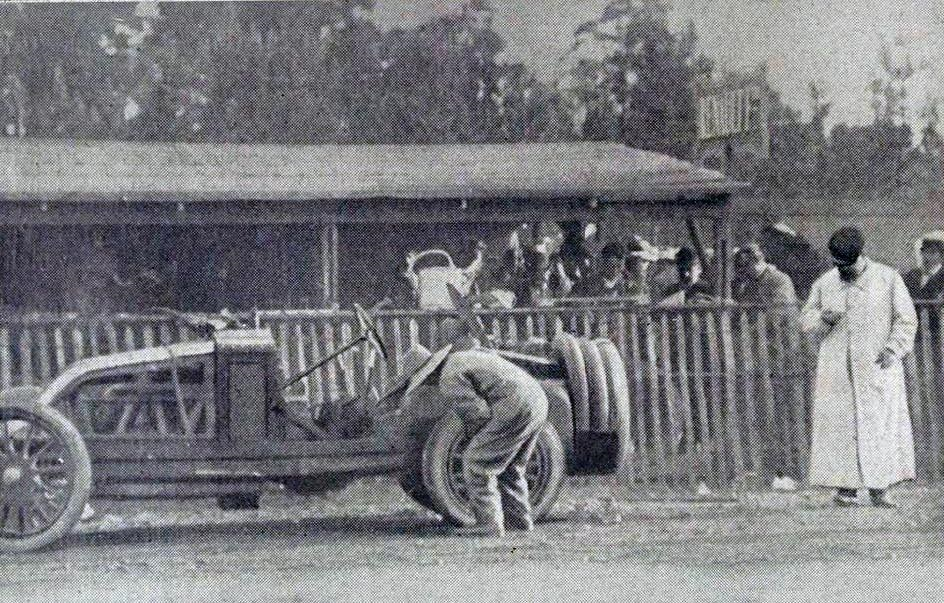
Ferenc Szisz fait changer son pneu arrière gauche éclaté, en 2 minutes 30 secondes (devant Henri de Rothschild, alors commissaire).
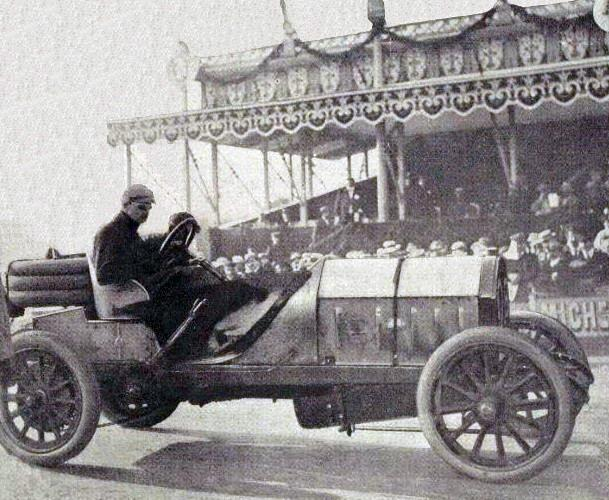
Felice Nazzaro en course devant les tribunes.
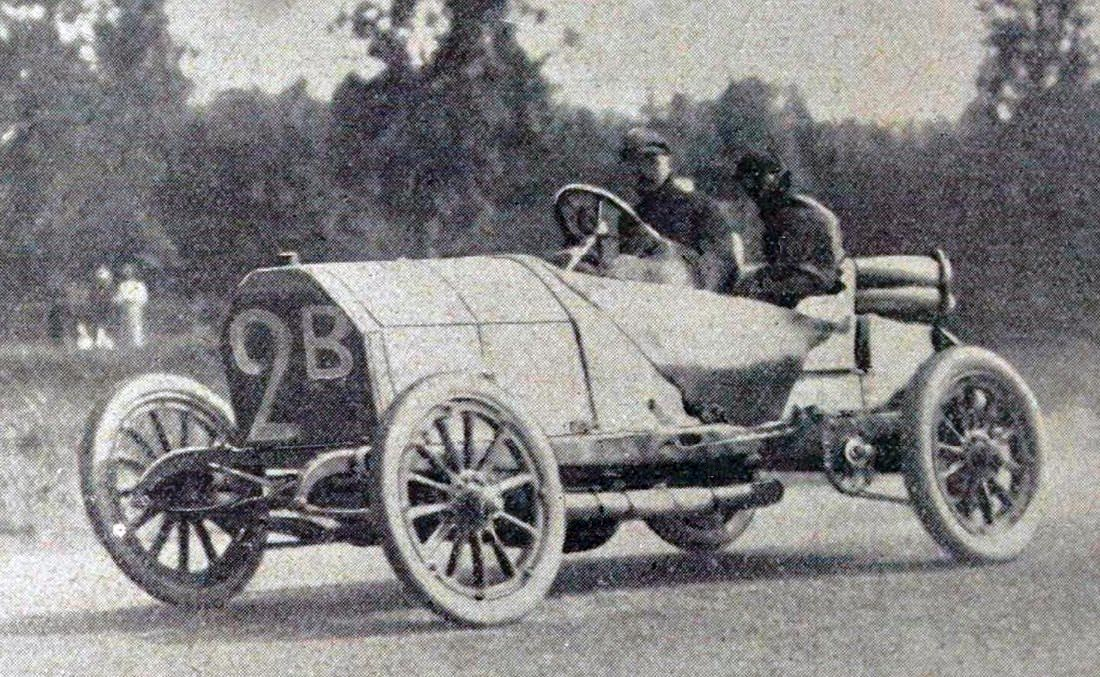
Felice Nazzaro, deuxième du Grand Prix...
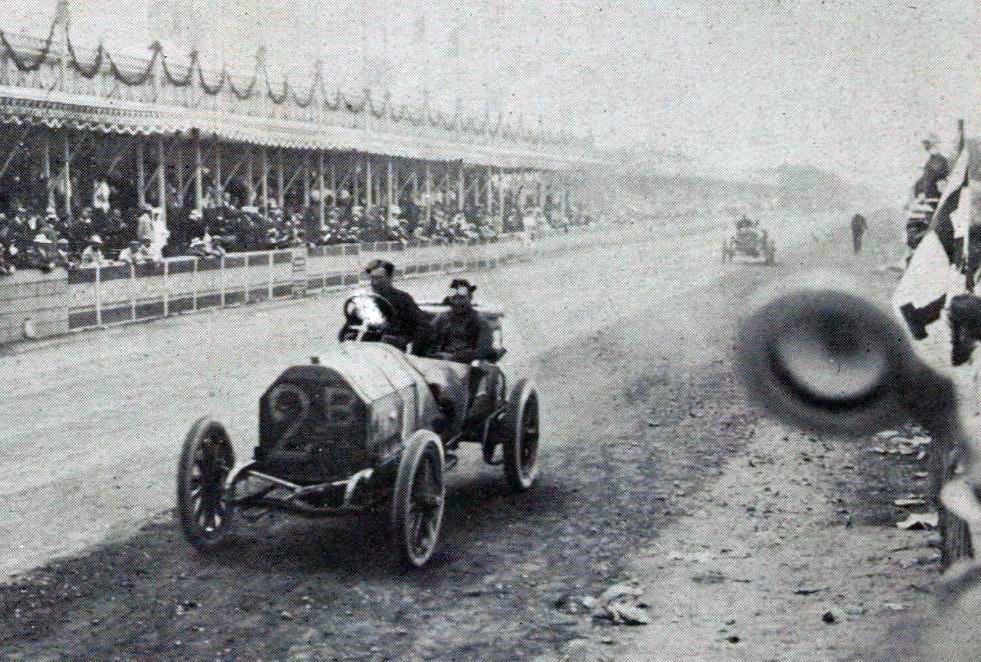
... ici à l'arrivée.
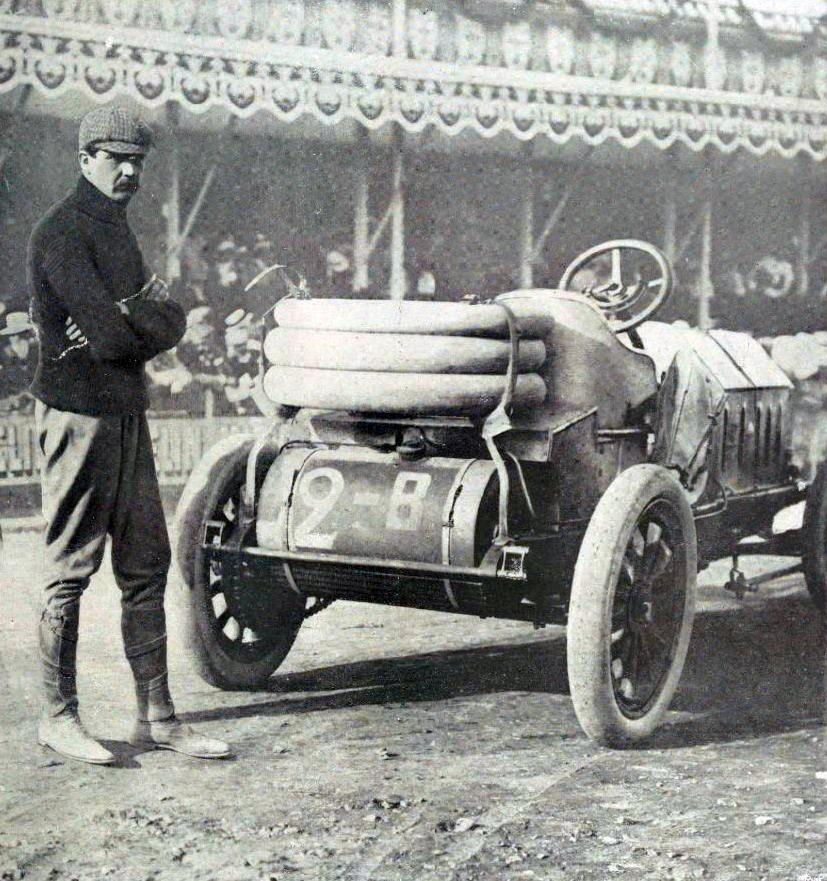
Après l'arrivée, Felice Nazzaro devant les tribunes de Pont-de-Gennes.
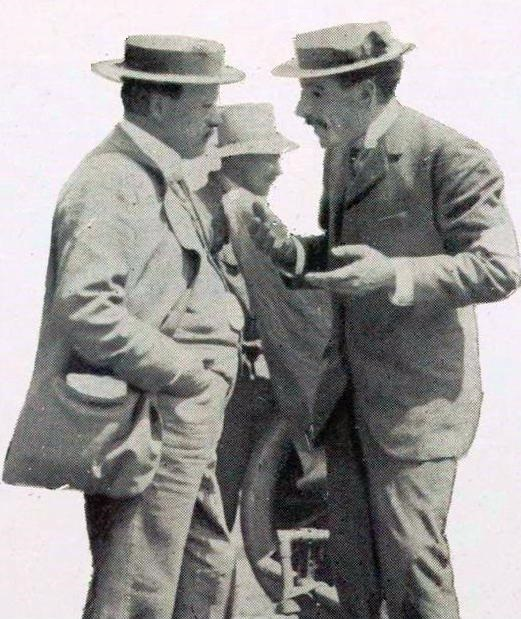
Charles-Henri Brasier et Louis Renault discutent durant l'épreuve.
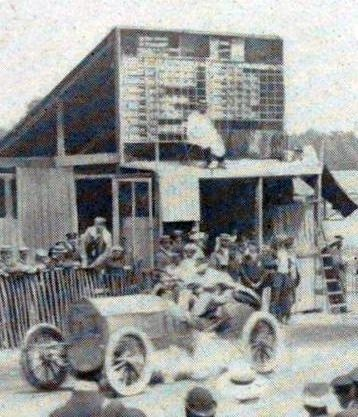
Burton sur Mercedes devant le tableau d'affichage.
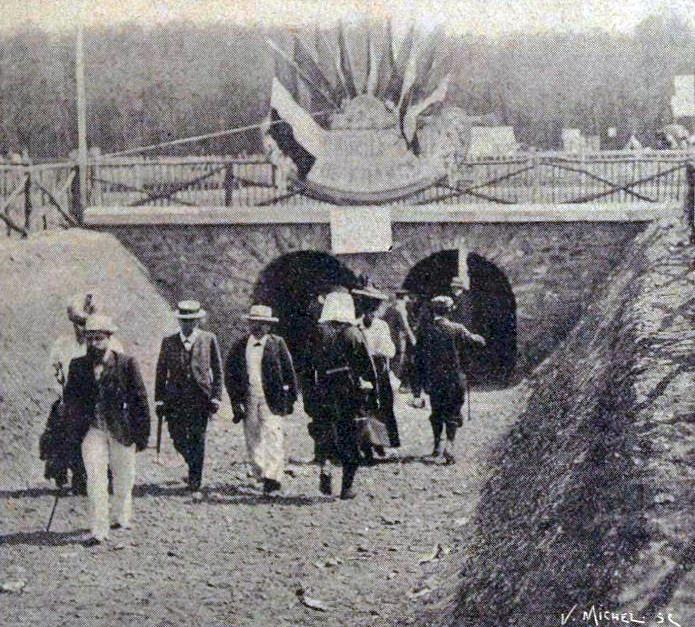
Le tunnel du Pont-de-Gennes permet aux spectateurs de circuler sous la route, durant l'épreuve.
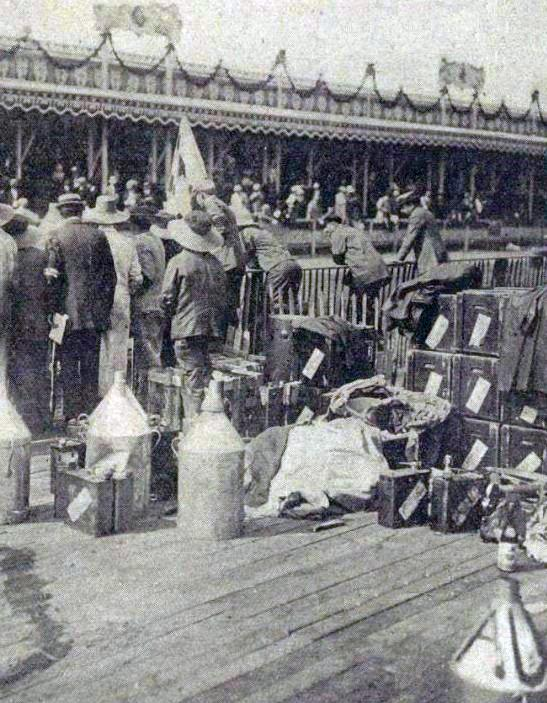
Le ravitaillement en essence à La Motricine.
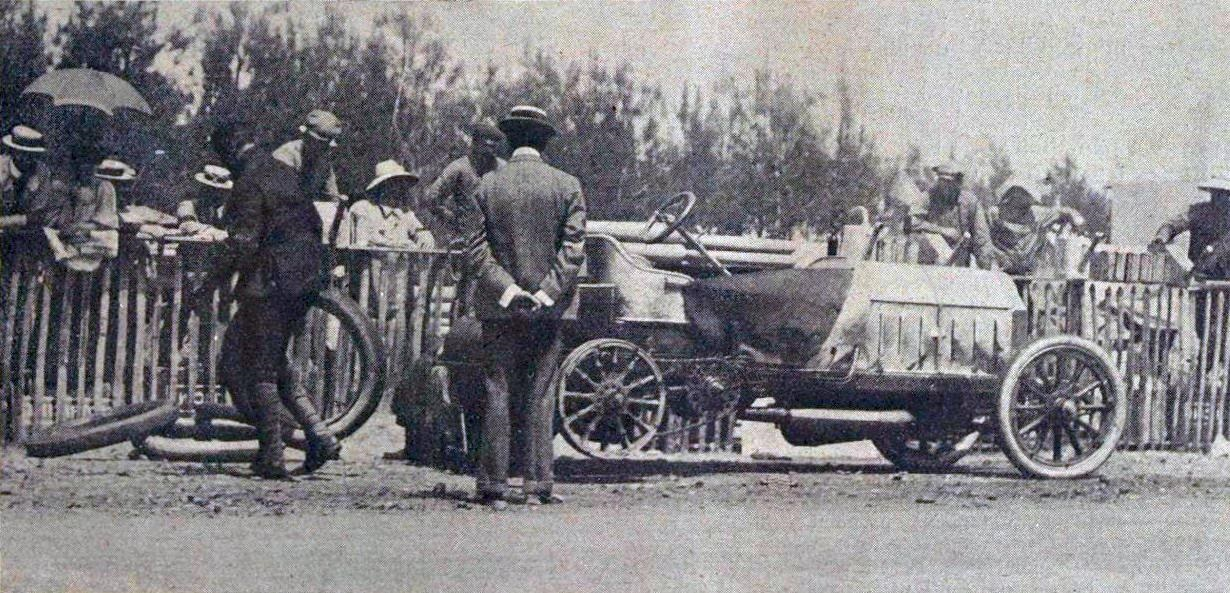
Réparation d'un bandage peumatique.
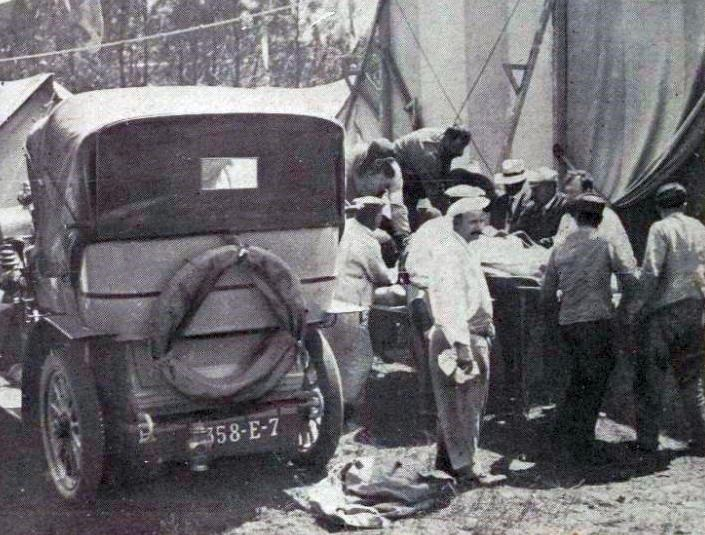
Teste arrivé à l'ambulance après son accident, soins du docteur Poirier.
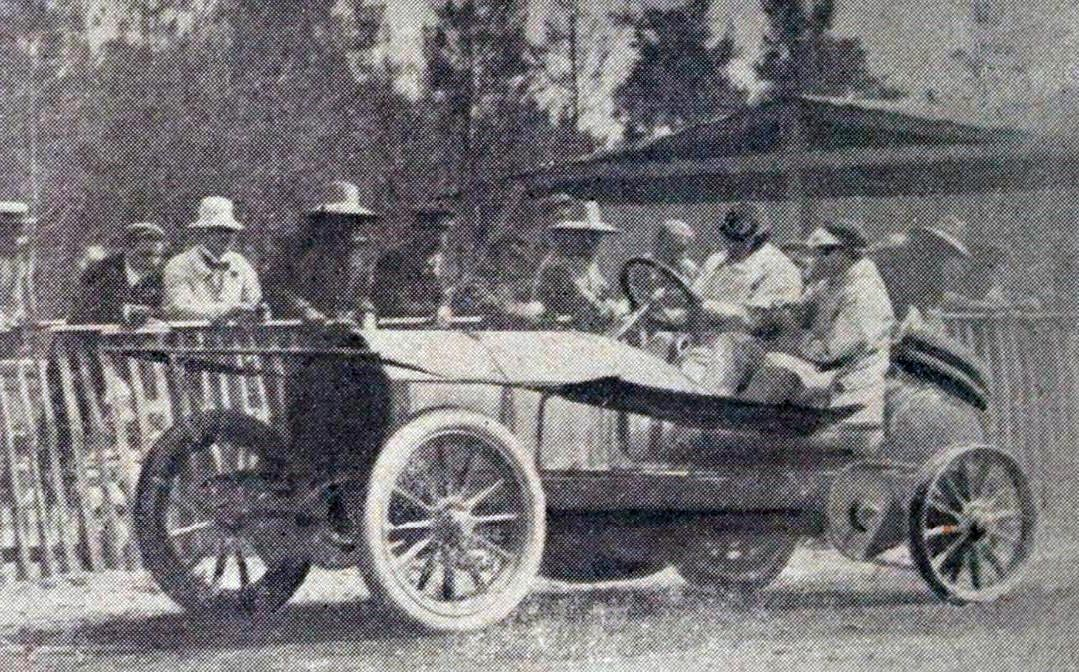
Marriaux au ravitaillement sur Mercedes 120HP, avec son pneu arrière gauche éclaté.
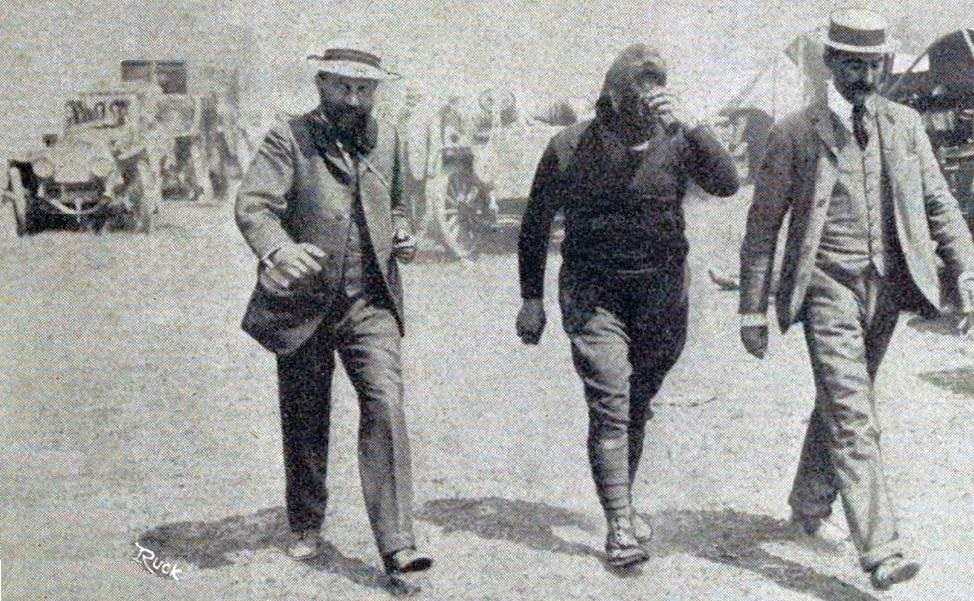
Retour de Vincenzo Lancia cinquième à son stand, avec à sa droite André Michelin.